# Площадь Фонтанов (Владикавказ)
Площадь Фонтанов — площадь во Владикавказе, Северная Осетия, Россия.

## Расположение
Находится в Северо-Западном муниципальном округе. Располагается на углу улиц Владикавказской и Морских пехотинцев и простирается вдоль чётной стороны улицы Морских пехотинцев.

## История
Площадь была создана на месте пустыря, в 2003 году как зона отдыха для жителей Северо-Западного муниципального округа. Изначально на площади было всего несколько фонтанов. С середины 2000-х годов появилось множество развлекательных заведений.

## Объекты возле площади
- Кинотеатр «Терек»,
- Детский развлекательный центр «Карусель»,
- Детский аквапарк,
- Рестораны Зодиак, Триада, кафе Бейрут,
- Сквер памяти «Воинам Афганцам»,
- Евросеть,
- Гипермаркет «Магнит»,
- Фитнес-центр «Асик»,
- Сбербанк.